# Георги Джелебов
Иконом Георги Стоянов Джелебов е български свещеник, възрожденец и просветител и е изиграл ключова роля за утвърждаване на българщината през втората половина на XIX век в целия Бургаски и Странджански регион като участник в Борбата за българска църковна независимост на българите през ХIX век. 
Поп Георги е будител в Странджа, дарил е къщата си за построяването на първата българската църква в Бургас (Централния Храм в Бургас „Св.Св. Кирил и Методий“) и е основал първото българско училище в Бургас „Св.Св. Кирил и Методий“ в центъра на града.
Поп Георги Стоянов Джелебов обикалял селата от Бургас до Одрин и събирал подписи за признаване на Българската църква и за отказване от гръцкото духовно владичество. След неговите действия в цяла Странджа (днешните с. Граматиково, Звездец, Кондолово, Българи) са се отказали от гръцката църква, след което се ражда националното пробуждане на Странджанския край. Поп Георги Стоянов Джелебов до края на живота си организирал български черкви и училища. 
Поп Георги е бил деен участник във Великденската акция през 1860 г. и той- единствно от Странджанско е чел молитва без да спомене гръцкия патриарх в Константинопол. Негова е била идеята за създаване на първото българско училище в Бургас през 1869 г. – Св. Св Кирил и Методий в центъра на Бургас.  На 21-ви април 1869 г., с дейното участие на поп Георги е била основана и първата българска църква в град Бургас – днешния Храм „Св. Св Кирил и Методий“ в центъра на Бургас! 
Панайот Маджаров в студията си „Да положиш душата си за народа. Български свещенослужители, участници в освободителното движение на Одринско (1895 – 1913)“ го е сложил на първо място сред българските свещенослужители, участници в освободителното движение на Одринско (1895 – 1913). 
Той от Бургаска област се е срещал с Васил Левски по повод създаване на комитети в Малкотърновско.   Отровен е през 1877 г. в гръцко кафене в с.Атанасово (Атанас кьой) на път за Бургас след като е бил освободен от поредения си арест в Сливенския конак по подозрения за посрещане на Ботевата чета.

## Биография

### Детство
Роден е през 1810 г. в странджанското село Гьоктепе (дн. Звездец) и произхожда от родолюбиво джелепско семейство, търгували с добитък. Баща му Стоян Джелепинът е бил един от първите и най-богати селяни, но е слабограмотен. Георги Стоянов посещавал гръцко килийно училище. След това продължил образованието си в Малък Самоков (днес в Турция), за да усъвършенства гръцката граматика.

### Работа като учител
След като завършил успешно училище и се завърнал в родното си село. Съселяните му го назначили за даскал, за да учи децата им на гръцки език, но той набълзо си спечелил славата на голям познавач на аритметиката.  Гьоктепенските чорбаджии, собственици на гори и скели по Южното черноморско крайбрежие, го наели да им стане писар. След четири години писарстване, вече женен, Георги се завърнал пак в родното Гьоктепе, където по молба на неговите съселяни созополският владика Прокопий го ръкоположил за свещеник. 

### Свещеник вСозопол
След три години поп Георги бил поканен от владиката и созополските първенци на работа в Созопол. Там отново проявил завидно усърдие и добросъвестност в делата си и владиката го повишил в сан протойерей (старши свещеник), а след време го направил архиерейски наместник и му поверил събиране на владичнината. Учителстването, престоят по скелите, ходенето из епархията му дали възможност да общува с много хора, да се запознае с невежеството и теглата на поробения си народ. Това пробудило националното му чувство и у него се зародила идеята за освобождаване на българите от фенерско духовно владичество. 

### Разрив с гръцкото духовенство и фанариоти
За първи път влязъл в конфликт с представителите на Гръцката патриаршия през 1867 г., когато остарелият владика Прокопий бил сменен от грубия, алчен и нетърпим фанариот Неофит.
Двамата духовници стигнали до скандал при който владиката изгонил поп Георги, На тръгване поп Георги отвърнал: „Запиши думите си, за да ги запомниш за дълго време. Те ще ти струват твърде скъпо!“ – и напуснал митрополията. 

### Първи арест от османските власти
Годината 1867-та, когато напуснал Созопол, била преломна в живота на поп Георги. Оттогава започнала откритата му дейност против фанариотите. Научил се на българско писмо и четмо и заедно с Иван Хаджидимитров от Стара Загора тръгнал по селата. Убеждавал българското население да се откаже от гръцкия патриарх, като припознавал все още неузаконената българска църква. 
В деня, в който посетил родното си село Гьоктепе, пристигнал мюзелимин от Бургас с петнадесет заптиета да арестува и отведе поп Георги при бургаския каймакамин по настояване на Неофит. Потерята оградила къщата на брата на поп Георги, в която той бил отседнал. Поп Георги излязал пред къщата и весело ги посрещнал с думите: „Тъкмо бях решил да се връщам в Бургас, а пътищата са опасни, черкези постоянно миткат, та заедно ще пътуваме“. 
Пред каймаканина в Бургас, в присъствието на Неофит, поп Георги отрекъл принадлежността си към Созополската (гръцката) митрополия и заявил, че не е подчинен на созополския владика.
Когато след време протосингелът на Неофит отишъл да иска парите за църквата, поп Георги накарал хората от селото да го изгонят и да не му дадат и грош.

### Свещеник вБургас
Докъм средата на ХІХ в. в Бургас преобладавал турският и гръцкият етнически елемент, като българското население по това време в Бургаския край, по редица причини, било все още е малобройно, но след средата на ХІХ в. в Бургас вече имало значителен брой българско население с оформено национално съзнание.
Особен подем в духовното възраждане на Бургас е настъпил, когато в Бургас през 1867 г. е дошъл за свещеник афоресаният от созополския гръцки владика Неофит поп Георги Стоянов Джелебов от с. Звездец, Малкотърновско. Дошъл е по покана на бургаските първенци Димитър Бракалов, Сава х. Дечев, Стефан х. Жечков, Иван х. Димитров, Яни Русалиев, Койчо Райнов и др., които стояли начело на духовната борба и то в един такъв момент, когато най-много се чувствала нуждата от водител в тая борба, какъвто е бил поп Георги Джелебов. Поп Георги изоставил имуществото си в Созопол (къщата му все още е запазена, на ул. „Гларус“ №4, дн. паметник на културата, по-известна като „Къщата със слънцето“) и се установил със семейство то си от 4 сина и 5 дъщери в Бургас, в малка къщичка, тогава в края на град Бургас (на днешния площад „Св. св. Кирил и Методий“). На мястото на тази къщичка, по-късно щял да изникне първия български храм в Бургас. 

### Участие в Борбата забългарска църковна независимост
В годините 1860 – 1870 г., когато българският църковен въпрос е в разгара си, съдбата отредила поп Георги за водач, който следи борбата и като прозорлив, буден и умен човек, търси повод да отхвърли омразното гръцко духовенство.  Движението за независима българска църква и Борбата за българска църковна независимост тогава вече били навлязли в решителната си фаза. Макар и вече 57-годишен, поп Георги се включил в тази борба с ентусиазъм. Заставайки начело на борбата за самостоятелна българска църква и просвета в целия Бургаски край, поп Георги, подобно на Левски, непрекъснато обикалял селата и убеждавал българските селяни да не признават вече гръцкото духовенство. Около месец след напускането на Созопол поп Георги излязъл на първата си обиколка из района да агитира и убеждава българското население да подкрепи и да се присъедини към непризнатата все още официално българска църква. 
Поп Георги организирал по-будни и родолюбиви българи в Бургас и създал българска община с цел откриване на българска църква и училище, и тръгнал наново по селата. Хората го посрещали с радостни надежди. В с. Граматиково първи се отказал от гръдката църква Коста Полименов. Последвал го цялото село, а след тях селяните от Ургари (Българи) и Мързово (Кондолово). В Гьоктепе вече имало българско училище с учител Тома Арамазов. След посещението в селото гъоктепечани изгонили гъркоманския поп и назначили български – поп Койчо Апосггзлов от с. Чеглаик.

### Отново на съд при каймакамина
Походът на поп Георги не останал безнаказан. Владиците от Созопол, Анхиало и Месемврия го извикали наново на съд пред каймакамина в Бургас. Пред съда поп Георги донесъл цилиндрична кутия, от която извадил триметрова хартия с подписи и печати. Българите от Месемврийската. Анхиалската, Созополската и чак до Одринската епархии искали българска църква, в която богослужението да се извършва на родния им език. 
Вместо да го обесят, поп Георги е освободен. Претърпели крах с инсценирания процес, владиците прибегнали до друго средство. Решили с подкуп наново да привлекат към себе си поп Георги. Обещали да изпратят на учение в Европа синовете му; да дадат по 500 златни лири на всяка от дъщерите му, а на него – 2000 лири (поп Георги има осем деца).
Поп Георги развивал апостолска дейност по признаването на българската кауза и установяването на българската църква в целия Бургаски район – от Анхиалско (Поморийско), Месемврийско (Несебърско), през Малкотърновско до Лозенградско, като посетил над 300 села. Посещавайки многократно селата в Малкотърновско и Лозенградско, той работил съвместно с поп Петко Георгиев Попов, ревностен поддръжник на българщината, за установяване на църковна независимост. Апостолската дейност на двамата свещеници започнала през 1867 г. и продължила до окончателното приобщаване на българското население към българската кауза и българската църква, обикаляйки района в повечето случаи пеша, зиме, лете в студ, пек и дъжд – затова е написал историкът Георги поп Аянов в книгата си „Малко Търново и...“ още през 1939 г. Поп Петко Г. Попов създал през 1879 г. две църкви (които са действащи днес), а заедно с даскала Киро Петров Мостров създали първото училище и с това положили основите на един красив и привлекателен град по Южното Черноморие – Приморско. 
На 24 май 1868 г. в Бургас направили вторият сериозен опит за честване на паметта на братята Кирил и Методий, след като първият опит бил провален от гръцките свещеници, като затворили църквата и излезли извън града, въпреки че били официално поканени на богослужението. За честването на всеславянския празник през 1868 г. поп Георги замислил да не се търси съдействието на гръцките свещеници. Това първо честване на светите братя се провело на открито извън града, край вятърната мелница на Христо Бората (Мелницата на Бората). (Тогава това било някъде в района на днешната Трета поликлиника, в близост до ул. „Генерал Гурко“). 
Поп Георги застанал начело на новото църковно-училищно настоятелство, организирано от него и още в първото заседание на настоятелството било взето решение да се намерят средства чрез подписка и дарения за откриване на българско училище и черква, като за тая цел той сам отстъпил собствената си къща в Бургас, на мястото, където днес се издига катедрала „Св. Св. Кирил и Методи“. След известно приспособление църквата и училището били вече готови за служене в тях и през 1869 г. била извършена първата църковна служба на църковно-славянски език от поп Георги.
През същата 1869 г. било открито наново и българското училище, като за учител бил условен Боян (Стилиян) Керемидчиев от Ямбол, а за свещеник бил поканен поп Димитър от Карнобат. Поп Георги се отдал на апостолска служба за духовно и политическо освобождение на своите братя. Поп Георги се явил на историческата сцена в един момент, когато църковната борба е била в своя разгар, но и идеята за политическа свобода била също доста назряла. Но той, макар да е бил съучастник и на тая идея, смятал, че духовното ни освобождение трябва да предшества политическото.
Когато през 1869 – 1870 г. се заговорило че било предстоящо издаването на султански ферман за учредяване на българска екзархия, поп Георги излязъл пак по селата и извън Бургаска околия, но и във всички южни околии на бившата Бургаска област, да събира подписи и печати за прочутите махзяри (прошения) до султана, с които се искало открито отцепването на българите от гръцката патриаршия. Голямата заслуга на поп Георги не се състояло само в живото му участие в църковната борба, но и в грижата му, че откривал български църкви и училища, настанявал учители и свещеници във всички села, повече от 300, които той можал да обходи в своята обиколка.
Поп Георги развивал и апостолската дейност за народна свобода и независимост в Бургас и всички села, близки и далечни около Бургас. Пробуждането на село Атанасово (Атанас кьой) е станало непосредствено под влиянието на пламенните негови проповеди и честите му посещения в него.
През българското училище в Бургас, което поп Георги основал са минали първите борци за духовна и политическа свобода и народна просвета в селата. Най-ревностни приемници на тая идея в Атанасово са били заселниците, които са дошли тук преди освобождението от по-будните центрове на Балкана, като Котел, Градец, Жеравна, както и тия от старозагорско и чирпанско и др., в чийто родни места пробуждането на българите било започнало много по-рано. За тия заселници идеята за скъсване с Патриаршията и за откриване на българска черква и училище била напълно назряла и за това те с жадност възприели пламенните слова на поп Георги. Бедното и малко село обаче не е имало възможност на първо време да задоволи напълно тия нужди. За това временно било открито килийно училище, за което послужила една плетена с пръти постройка при североизточния ъгъл на днешната черква и измазана отвътре с глинена кал. За чинове на училището служили дъски, приковани на колчета, забити в земята.

### Участие в борбата за национално освобождение и смърт
В края на учебната 1872 – 1873 г. учителят Боян Керемидчиев напуска Бургас и отива учител в Омуртаг, където посреща руските освободителни войски през 1877 г. и се включва в тяхна помощ по придвижването през Източния Балкан.
За това поп Георги извиква в Бургас втори български учител – Сава Катрафилов от гр. Елена, който завършва семинарията в Болгрод, след това записва право в Одеса. Учителства в много села и градове по цяла България, навсякъде се проявява като разпален патриот. Двамата с поп Георги лично се срещат с Васил Левски. В Бургас пристига с параход от Румъния. Тука учителства 1 година, където освен учебната работа отделя доста време и за революционна дейност, влиза в конфликт по някои въпроси с църковно-училищното настоятелство и прекратява работа. Мести се като учител в с. Пирне, Айтоско. Там развива също голяма дейност по време на Априлското въстание, като помощник на революционера Иларион Драгостинов за района. След разгрома на въстанието се прехвърля зад Дунава и се включа в четата на Христо Ботев, където е „дясна ръка“ на войводата при превземането на парахода „Радецки“. 
Турците били много изплашени от появата на Ботевата чета, защото подозирали, че зад нея се крие някоя велика сила. Поради това турците станали много подозрителни и в лицето на всеки по-буден българин, учител или свещеник, виждали заговорник и бунтовник и го преследвали. Тогава е бил арестуван и откаран на съд в Сливен черковният деец в Бургас и бургаския край поп Георги Стоянов Джелебов и на връщане от Сливен, крайно изтерзан, неуморният и непреклонен защитник на българщината издъхва на 5 септември 1876 г., отровен в едно гръцко кафене в село Атанасово (Атанас кьой) – днешния ж.к. Изгрев в Бургас. 

## Паметник на поп Георги Стоянов Джелебов в Бургас
В памет на поп Георги Ст. Джелепов е поставен барелеф на входа на църквата „Св. св. Кирил и Методий“.  Изградена е арка през 1979 г. от северната страна на църквата с имената на първите учители начело с поп Георги, Б. Керемидчиев, С. Катрафилов и Ст. Шивачев, за отбелязване на 110 годишнината от първото българско училище в Бургас. Има улица на негово име – „поп Георги“, в близост до църквата и Експресбанк, на която никога не е променяно името. А на входа на църквата „Св. Атанасий“ в Звездец, където през 1830 г. поп Георги започва своята свещеническа дейност е поставена паметна плоча – и на нея пише „Иконом Георги Ст. Джелепов 1810 – 1877 г., роден в Звездец – Първи български свещеник в Странджа и Бургас“. 